# Monte Ibérico-Corredor de Almansa
Monte Ibérico-Corredor de Almansa es una mancomunidad española de municipios del sureste de la provincia de Albacete, en la comunidad autónoma de Castilla-La Mancha, constituida como tal el 16 de septiembre de 1996, y  paso entre la llanura manchega de la Submeseta Sur y la costa levantina. 
La sede de la misma se sitúa en Montealegre del Castillo. La sede de gestión está en Bonete, ya que al principio de la creación de la misma Almansa no se integró en la mancomunidad.
Judicialmente sus municipios pertenecen o bien al partido judicial de Almansa o al de Albacete.
La mancomunidad Monte Ibérico-Corredor de Almansa es actualmente considerada con frecuencia como una comarca. No se corresponde, sin embargo, con la comarca tradicional del corredor de Almansa, cuyos municipios forman parte de la mancomunidad, pero no constituyen la totalidad de la misma.

## Geografía
Es una zona de transición de la montaña al llano, enclavada entre sierras que constituyen las estribaciones del sistema bético.
Limita al norte con la Manchuela albaceteña; al noreste con las comarcas valencianas del Valle de Ayora y el Canal de Navarrés; al este con La Costera (provincia de Valencia); al sureste con la comarca alicantina del Alto Vinalopó; al sur con el Altiplano murciano y los Campos de Hellín; y al oeste con los Llanos de Albacete.
El interior de la mancomunidad, ondulado y árido, apenas cuenta con cursos fluviales, produciéndose en cambio un frecuente endorreísmo, muestra del cual son las lagunas saladas de Pétrola, Horna (Horna es una pedanía de Chinchilla de Monte-Aragón) o el pantano de Almansa, construido en 1584 y que es la presa más antigua de Europa de las que todavía están en uso.

## Naturaleza
En las cercanías de Pétrola, Corral-Rubio, Horna y otros municipios, aparecen lagunas de origen endorreico que suponen enclaves de singular belleza paisajística y biológica.
Situada a 860 m s. n. m., la laguna de Pétrola, la más grande, está ubicada en una cuenca de alimentación compleja, que permite la presencia de diferentes hábitats acuáticos con distintas salinidades. Es una laguna esteparia, somera, de 1 a 2 m de profundidad en función de la época del año. Tiene una superficie de 343 hectáreas y su agua aumenta en el equinoccio de otoño y primavera. Se ha podido observar estos últimos años su crecimiento en partes de bancales y caminos que han sido inundados.
En ella aparecen especies incluidas en el Catálogo Regional de Especies Amenazadas como Limonium thiniense (vulnerable), Lamprothamnium papulosum y Artemisia caerulescens subsp. gallica, en cuanto a vegetación. También es fácil observar aves acuáticas como el flamenco rosa (Phoenicopterus roseus), que tiene aquí uno de sus escasos enclaves de cría en la península ibérica, habiendo nidificado con éxito en los últimos años; la malvasía cabeciblanca (Oxyura leucocephala), otras especies de anátidas incluyendo al pato colorado (Netta rufina), y diversas especies de aves limícolas como la cigüeñuela (Himantopus himantopus), el combatiente (Philomachus pugnax), chorlitejos, o incluso calamones y otras aves de carrizal. En invierno es posible disfrutar de la observación de decenas de aves invernantes, y es un punto estratégico durante las migraciones nupcial y postnupcial. A orillas de la laguna se encuentra la antigua fábrica de sal rodeada por unas salinas de las cuales, antiguamente, se obtenía este producto.
Otro enclave importante, sobre todo por su interés botánico, es la sierra procomunal de Chinchilla, situada en las estribaciones sur del sistema ibérico. De naturaleza geológica ampliamente caliza, se trata del Monte n.º 79 del Catálogo de Utilidad Pública de la provincia de Albacete, siendo propiedad al 50% de los Ayuntamientos de Chinchilla de Monte-Aragón y Albacete. La sierra está formada por terrenos de los términos municipales de Chinchilla de Montearagón, Higueruela y Hoya-Gonzalo. La zona presenta un elevado grado de degradación y la vegetación potencial que la cubriría, encinares del mesomediterráneo superior ha desaparecido casi en su totalidad, quedando vestigios de ellos en ejemplares aislados y encinas de aspecto arbustivo y ramoneadas, ya que la actividad ganadera causa un impacto extremo en algunas zonas.
Desde mediados del siglo XX, se hicieron algunas repoblaciones con pinos carrascos (Pinus halepensis), que aparecen en masas densas con poca calidad ambiental. Desde 2014, la Asociación para la Recuperación del Bosque Autóctono de Albacete lleva a cabo unas Jornadas de Recuperación del Sustrato Arbustivo en estos pinares, utilizando especies autóctonas de zonas similares y cercanas para favorecer la correcta regeneración del bosque. Existen amplios espartales (Stipa tenacissima) con especies típicas del monte mediterráneo, como la coscoja, el tomillo, el romero y la lavanda, así como endemismos, como Silene psammitis subsp. lasiostyla, Fumana hispidula, Sideritis incana subsp. incana, Thymus funkii subsp. funkii, o la endémica Genista pumila subsp. pumila. Dentro de los pinares también hay jaras, romero, tomillo y otras labiadas medicinales. También aparecen orquídeas de varias especies, fritilarias ibéricas y gladiolos.
La sierra tiene también un interés entomológico, ya que cuenta con diversas especies de ortópteros endémicos de Iberia, como Steropleurus martorelli, un grillo de matorral de atractiva coloración. Son observables también mántidos y lepidópteros, así como coleópteros de interés, como Blaps gigas. Cuenta con una gran variedad de arácnidos y centípedos. En cuanto a fauna vertebrada, destacan también su avifauna y herpetofauna. De vez en cuando también se observan rastros de mamíferos.

## Municipios
En 2017 la población total ascendía a 49.939 habitantes, según los datos oficiales del INE.
| Municipio                  | Población | Superficie | Densidad |
| -------------------------- | --------- | ---------- | -------- |
| Almansa                    | 24.566    | 531,91     | 46,18    |
| Caudete                    | 10.010    | 141,61     | 70,69    |
| Chinchilla de Monte-Aragón | 4.213     | 680,03     | 6,20     |
| Pozo Cañada                | 2.800     | 117,16     | 23,90    |
| Alpera                     | 2.290     | 178,47     | 12,83    |
| Montealegre del Castillo   | 2.057     | 177,79     | 11,57    |
| Higueruela                 | 1.196     | 205,45     | 5,82     |
| Bonete                     | 1.103     | 125,06     | 8,82     |
| Pétrola                    | 719       | 74,61      | 9,64     |
| Hoya-Gonzalo               | 643       | 114,57     | 5,61     |
| Corral-Rubio               | 351       | 94,76      | 3,61     |

## Prehistoria
Los testimonios más relevantes del pensamiento de los grupos humanos prehistóricos corresponden a los dos abrigos con pinturas rupestres prehistóricas conocidos hasta el presente en Almansa, el Barranco del Cabezo del Moro y la Cueva de Olula, y a los cuatro en el término municipal de Alpera: Cueva de la Vieja, Cueva del Queso y Carasoles del Bosque I y II.
El primero, descubierto en 1984 por José Luis Simón y, el segundo, que se halló de forma casual hacia 1990, por Pedro Más Guereca. Este último contó con una nueva aportación, una representación femenina, localizada por Alexandre Grimal Navarro, en 2000. Con la presencia de varios arqueros, algún animal y la representación de hasta tres mujeres, estas importantes muestras de las creencias de los grupos cazadores (10.000 años antes del presente) forman parte del llamado Arte levantino, el más genuino y singular de los artes figurativos prehistóricos peninsulares y, sin duda alguna ha de ser considerado como el «primer arte almanseño».
Por su parte, la Cueva de la Vieja fue descubierta por el maestro Pascual Serrano Gómez el 15 de diciembre de 1910 y la Cueva del Queso y los Carasoles del Bosque I y II, descubiertos por Henri Breuil, un importante investigador francés, muy poco después. Son testimonios excepcionales de la cultura de aquellos seres humanos y definitivamente responden a expresiones creenciales de los grupos cazadores-recolectores del epipaleolítico (10.000 años antes del presente), en el caso de la pintura figurativa, conocida como Arte levantino, y el de los grupos productores neolíticos (6500 años antes del presente), para las expresiones abstractas del llamado Arte esquemático.
Además de ser Bien de Interés Cultural desde 1985, su valor inestimable como documento de la capacidad intelectual humana determinó a la Unesco su declaración como Patrimonio de la Humanidad, en 1998, bajo la nomenclatura administrativa de Arte rupestre del arco mediterráneo de la península ibérica.

## Historia
Dada su situación geográfica, la mancomunidad Monte Ibérico-Corredor de Almansa ha estado habitada desde tiempos remotos, encontrándose en el lugar numerosos vestigios íberos y romanos.
Por su situación estratégica, ha sido lugar de importantes hechos históricos, algo que atestiguan los imponentes castillos como el de Almansa y el de Chinchilla de Monte-Aragón.
En la Baja Edad Media, Caudete pertenecía al Reino de Valencia, perteneciendo (al menos el Corredor de Almansa en su totalidad) el resto de la mancomunidad al marquesado de Villena, cuyas juntas se celebraron en Corral-Rubio durante el siglo XV y XVI. 
En 1476 los Reyes Católicos anexionaron el marquesado a la Corona de Castilla, dentro del Reino de Murcia. Caudete siguió formando parte del Reino de Valencia hasta 1707.
El hecho histórico más importante se produjo el 25 de abril de 1707, la batalla de Almansa, durante el conflicto internacional de la guerra de sucesión española.
En 1833 se crea la provincia de Albacete, año en que pasaron a dicha provincia todos los municipios que la componen.

## Comunicaciones
Al ser paso obligado para ir desde la Meseta hacia el Levante, es cruzada de oeste a este por la Autovía de Alicante, la A-31. En Almansa nace la autovía A-35 que la une con Játiva y desde allí con Valencia. La Autovía de Murcia, la A-30, transcurre por Pozo Cañada. La Autovía del Altiplano cruza el término municipal de Caudete en dirección norte- sur, uniendo las ciudades de Murcia y Valencia por el interior.

## Economía
Los principales centros de servicios y focos industriales de esta mancomunidad son Almansa y Caudete. Ambos municipios se benefician de su situación geográfica, en los límites entre las provincias de Albacete, Valencia, Alicante y la Región de Murcia.
Un gran crecimiento industrial y demográfico empezó a experimentar a finales del siglo XX Chinchilla de Monte-Aragón, favorecida por su cercanía a la capital provincial, motivo por el cual pertenece junto con Pozo Cañada al área metropolitana de Albacete.
También, y en toda la mancomunidad, desde finales del siglo XX se empezó a experimentar un gran crecimiento del sector de la energía eólica y termo solar.
La mancomunidad cuenta con dos denominaciones de origen de vino: Denominación de Origen Almansa (que incluye a la propia Almansa, Alpera, Bonete, Corral-Rubio, Higueruela, Hoya-Gonzalo, Pétrola y la pedanía de Villar de Chinchilla) y Jumilla (que dentro del Corredor de Almansa, incluye a Montealegre del Castillo).

## Turismo

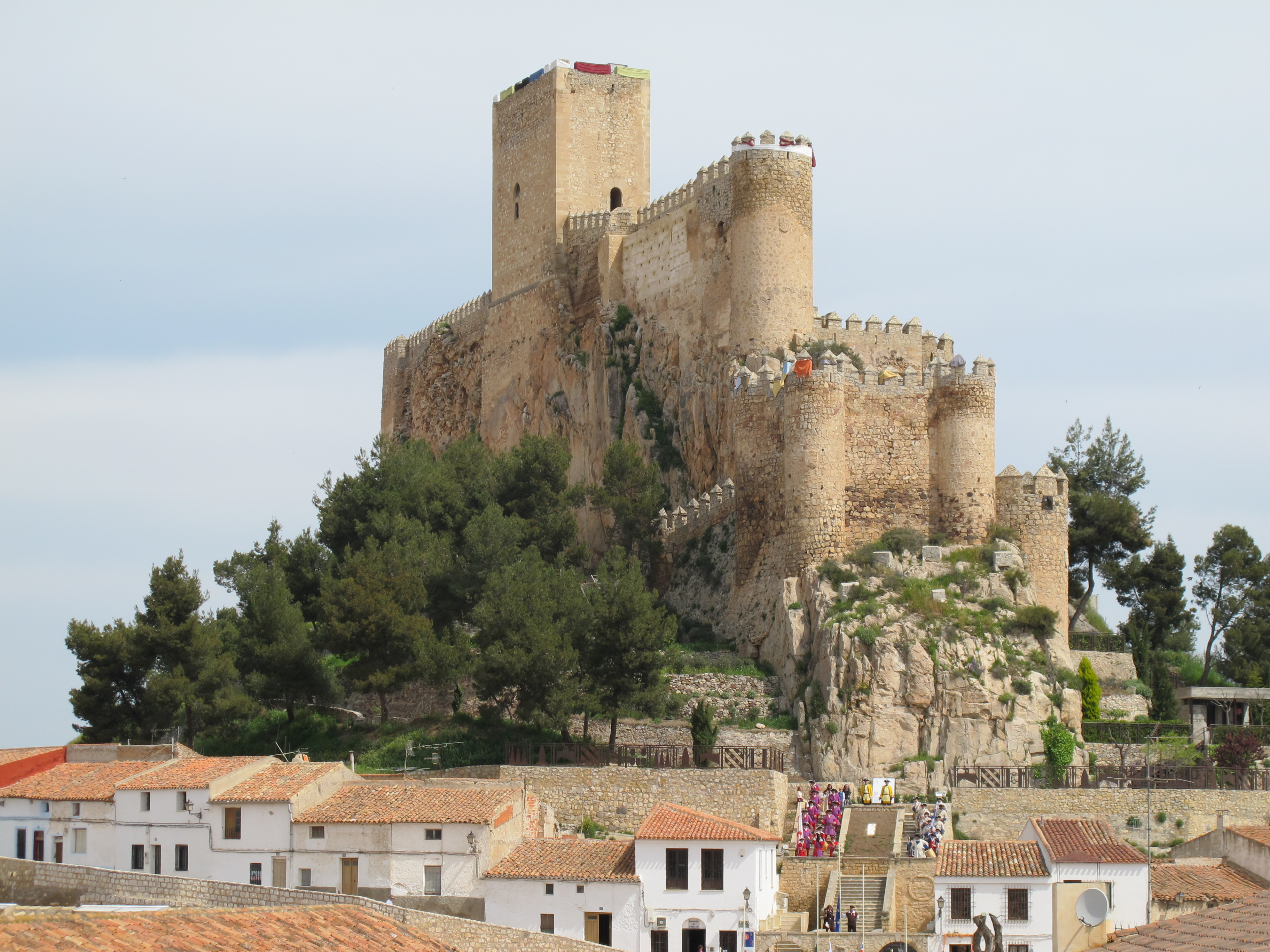
Castillo de Almansa en 2010.

Son de destacar el castillo de Almansa y el conjunto histórico-artístico de Chinchilla de Monte-Aragón.
Sin duda sobre fortificaciones almohades (musulmanas) anteriores, levantó don Juan Manuel su fortaleza en el siglo XIV. Fue declarado Monumento Histórico-Artístico Nacional en 1921.

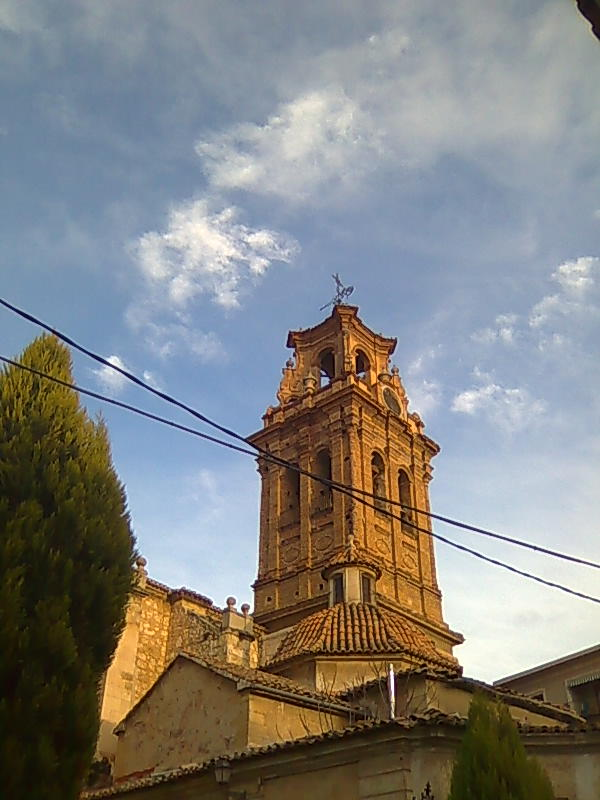
Torre barroca de la iglesia arciprestal de la Asunción, en Almansa.

En Chinchilla de Monte-Aragón, el centro de la ciudad es la plaza de La Mancha en la que se encuentra el Ayuntamiento construido entre el siglo XVI y el XVIII presidido por el busto de Carlos III, la iglesia Arciprestal Santa María del Salvador, construida entre el siglo XV y el XVI y la torre del reloj.
En Almansa encontramos también, entre otros:
- Iglesia arciprestal de la Asunción, que fue declarada Monumento Histórico-Artístico en 1983.
- Ayuntamiento (palacio de los condes de Cirat), construido en el siglo XVI.
- Torre del reloj municipal (1780).
- Antiguo Ayuntamiento (1800).
- Museo de la batalla de Almansa.

En Alpera podemos encontrar, entre otros:
- Cueva de la Vieja (10.000-3.500 años antes del presente), Patrimonio de la Humanidad.
- Cueva del Queso (10.000-3.500 años antes del presente), Patrimonio de la Humanidad.
- Carasoles I y II (10.000-3.500 años antes del presente), Patrimonio de la Humanidad.
- Pozo de Nieve: representativo de la arqueología industrial de Castilla-La Mancha, declarado Bien de Interés Cultural.Plaza de la Iglesia de Caudete

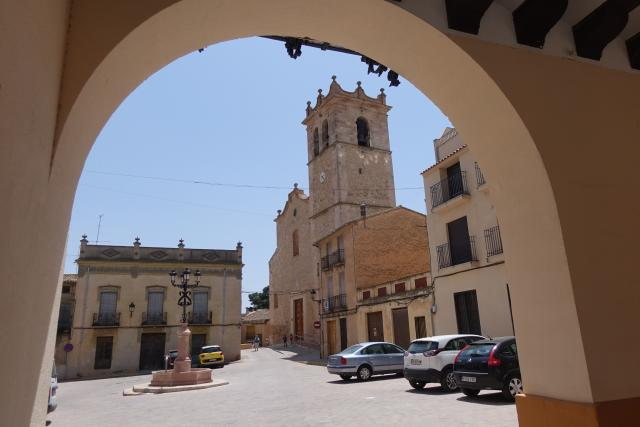
Plaza de la Iglesia de Caudete

En Bonete, el principal reclamo turístico es el poblado ibérico del Amarejo.

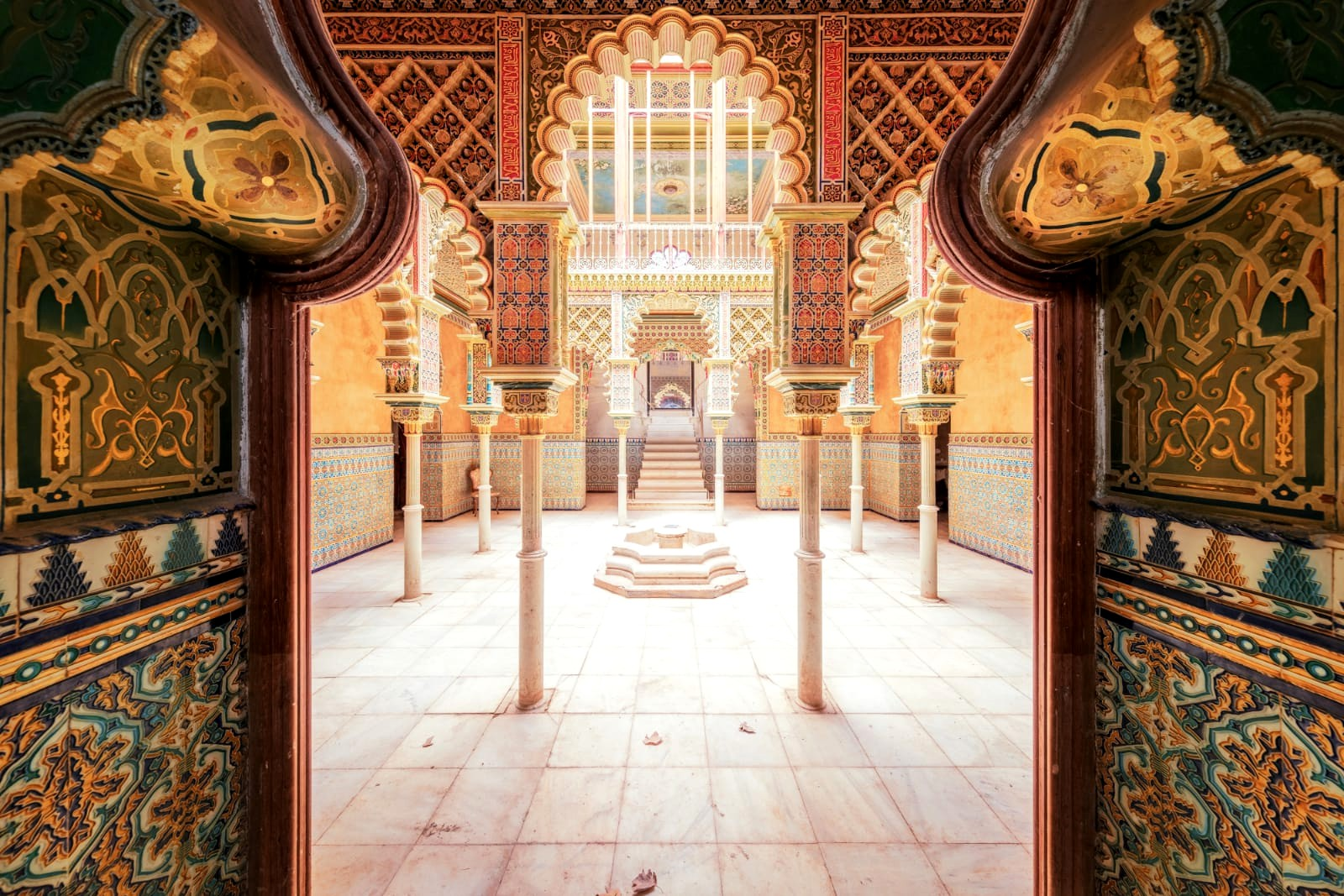
Villa El Paso de Caudete

En Caudete podemos visitar la antigua villa medieval, la iglesia de Santa Catalina (siglos XIV-XVIII), el castillo (siglos XIII- XV), el santuario de la Virgen de Gracia (siglos XV- XVIII), el Barrio de San Francisco con la iglesia homónima, la plaza de toros Las Arenas y la impresionante Villa El Paso, el pintoresco Barrio de Santa Ana, notables ejemplos de arquitectura modernista de los siglos XIX y XX o las ruinas de la torre de Bogarra (siglos XI- XIII) entre otros lugares de interés.  
En Montealegre del Castillo veremos, entre otros, la iglesia parroquial de Santiago Apóstol del siglo XV y el Santuario de Nuestra Señora de la Consolación del siglo XVIII.
En Corral-Rubio cabe destacar la iglesia de San Miguel Arcángel del siglo XVII (construida como ampliación de una ermita de finales del siglo XIV) donde se guarda la famosa imagen del Niño de la Bola (de la escuela de Salzillo) y el Palacio Casa Grande, construido en el siglo XVI y en el que se observa el escudo de los Núñez, apellido de gran importancia en la región.

## Caminos de Santiago
A finales del siglo XX tomó gran importancia la difusión de los diferentes Caminos de Santiago que recorren la provincia de Albacete, entre ellos la Ruta de la Lana. Este camino une la ciudad de Alicante con la de Burgos, donde se une con el Camino Francés, y recorre la provincia de Albacete desde Caudete hasta Villamalea, pasando también por los términos municipales de Bonete, Alpera, Alatoz, Alcalá del Júcar y Casas-Ibáñez.
Otro Camino de Santiago que atraviesa la provincia de Albacete es el denominado Camino de Santiago de Levante. Este camino une la ciudad de Valencia con la de Zamora, donde se une con la Ruta Jacobea de la Plata, y recorre la provincia de Albacete desde Almansa hasta Minaya, pasando también por los términos municipales de Higueruela, Hoya-Gonzalo, Chinchilla de Monte-Aragón, Albacete, La Gineta y La Roda.
El tercer camino es el Camino del Sureste, que saliendo de la ciudad de Alicante entra en la provincia por Caudete en dirección a Benavente, donde se une a la Ruta de la Plata.

## Fiestas
Las Fiestas Mayores de Almansa están declaradas de Fiestas de Interés Turístico Internacional (España) desde 2019 (fiestas de moros y cristianos, únicas en España por su singularidad).
Las fiestas patronales de Moros y Cristianos de Caudete, cuyo origen se remonta a las representaciones de los Autos de Ntra. Sra. de Gracia que se tiene constancia que ya se hacían en 1588, están declaradas de Interés Turístico Regional y cuentan con el primer Bien de interés Cultural Inmaterial de Castilla-La Mancha, los Episodios Caudetanos. Otros actos destacables son los ruedos de banderas, los grandes desfiles de las comparsas que ponen en la calle a más de 2000 participantes en cada uno de ellos, los traslados procesionales o las ruedas de los volantes. Destaca especialmente la omnipresencia de la pólvora por toda la población durante los días de fiestas. Se celebran entre el 6 y el 10 de septiembre.
La Semana Santa de Chinchilla de Monte-Aragón está declarada de Interés Turístico Regional desde 2002.